# Giovanni Curcuas (morto nel 971)
Giovanni Curcuas (in greco bizantino: Ἰωάννης Κουρκούας, Ioannes Kourkouas; ... – 971) è stato un militare bizantino.

## Biografia
Giovanni era un esponente della famiglia Curcuas, un clan di origine armena che all'inizio del X secolo si era affermato come una delle principali famiglie dell'aristocrazia militare anatolica. Suo padre, Romano Curcuas, era un comandante militare di spicco negli anni '960 e figlio del grande generale Giovanni Curcuas, che ricoprì la carica di domestikos tōn scholōn (comandante in capo dell'esercito bizantino) per 22 anni e guidò le armate bizantine contro gli emirati musulmani di confine nel periodo 926-944. Giovanni era anche cugino di Giovanni Zimisce, un altro generale che divenne imperatore nel 969-976.
Giovanni viene menzionato per la prima volta nel 970, durante le campagne bizantine in Bulgaria all'indomani dell'invasione di Sviaroslav della Rus' di Kiev. All'epoca, Giovanni ricopriva l'alto incarico di magistros, probabilmente a causa della sua parentela con il nuovo imperatore. Le principali forze bizantine, sotto il comandante veterano Barda Sclero, erano occupate in Anatolia con la repressione della rivolta di Barda Foca il Giovane, così Curcuas ricevette il comando di un esercito inviato ad Arcadiopoli per affrontare la Rus' di Sviatoslav. Secondo lo storico contemporaneo Leone il Diacono, Curcuas era inesperto e incline all'ozio e all'ubriachezza, e per questo incoraggiò i Rus' a persistere nelle loro incursioni nei territori bizantini in Tracia.
Dopo la soppressione della rivolta di Foca, nell'estate del 971, lo stesso Zimisce partì alla testa dell'esercito imperiale contro la Rus'. I Bizantini assediarono la fortezza di Dorostolon sul Danubio, che divenne teatro di numerosi combattimenti quando i Rus' fecero sortite per distruggere le macchine d'assedio dei Bizantini. Durante una di queste sortite contro le postazioni di Curcuas, quest'ultimo fu ucciso dopo essere caduto da cavallo; a giudicare dalla sua armatura riccamente decorata, i Rus' pensarono inizialmente di aver ucciso lo stesso Zimisce. Leone il Diacono sostiene che fosse stato ubriaco e che avesse appena ricevuto un rimprovero imperiale per aver saccheggiato delle chiese in Bulgaria.